# Оранжерея Сентенніал-Парку
Оранжерея Сентенніал-Парку (англ. Centennial Park Conservatory) — зимовий сад у Торонто, Онтаріо, Канада. Він складається з трьох шклярень загальною площею 1100 м² з колекціями рослин, у тому числі будинок для кактусів, тропічний будинок і виставкове приміщення з сезонними виставками рослин. Він розташований у Сентенніал-Парку, в районі Етобіко в південно-західній частині міста Торонто. Цією оранжереєю опікується Toronto Parks, яка також керує садом Аллан-Ґарденс. Вхід вільний.

## Сезонні виставки рослин
Важливою сезонною атракцією є різдвяне шоу, яке відкривається другої неділі грудня, з колядками, частуванням печивом і гарячим яблучним сидром. З рослин у грудні виставляється багато різних молочаїв-різдвяників, від білих до червоних і темно-фіолетових. Шоу японських хризантем відбувається в першу неділю листопада. У весняному шоу на Великдень представлені гіацинти, тюльпани, гортензії та великодні лілії.

## Галерея

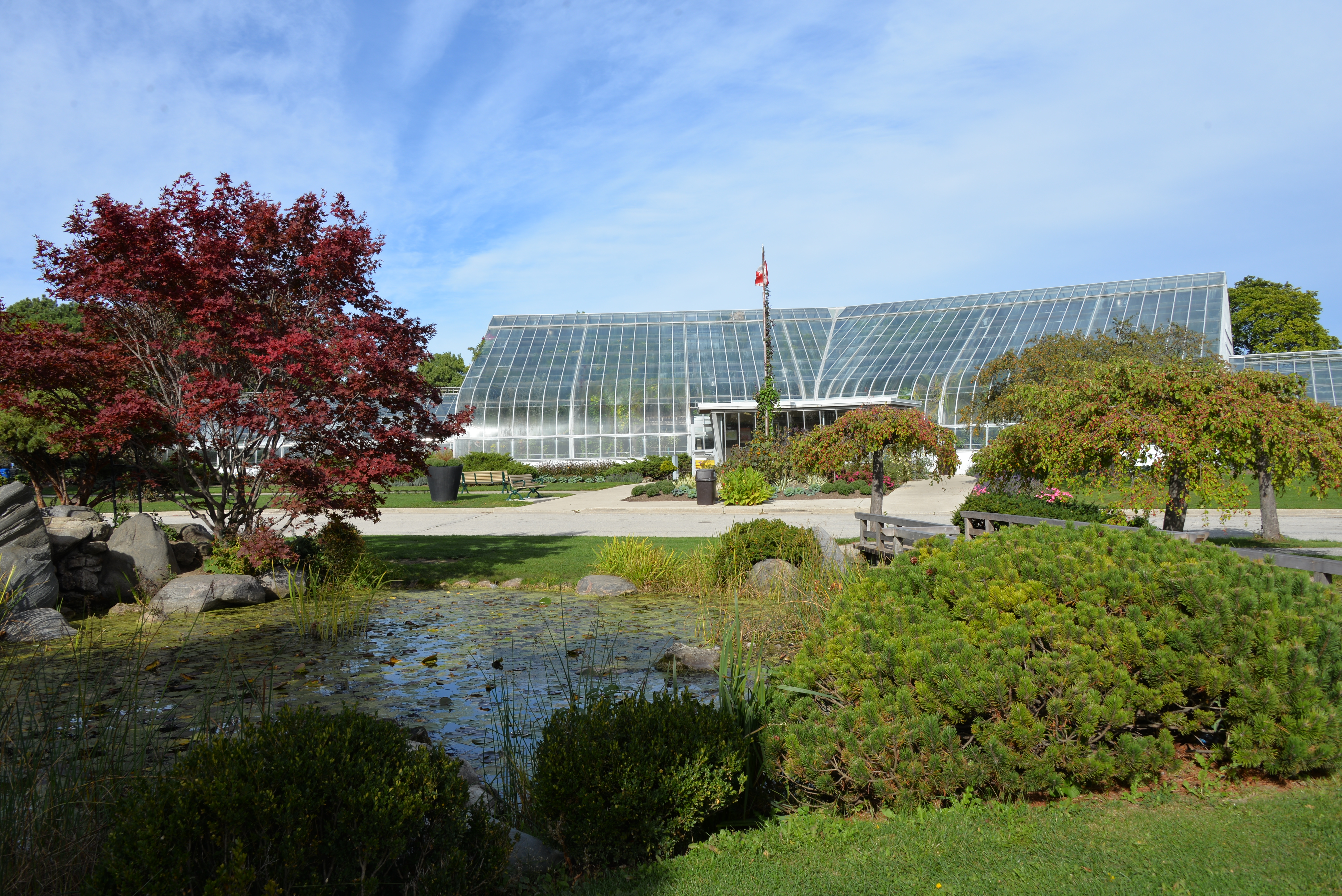
Центральний корпус оранжереї
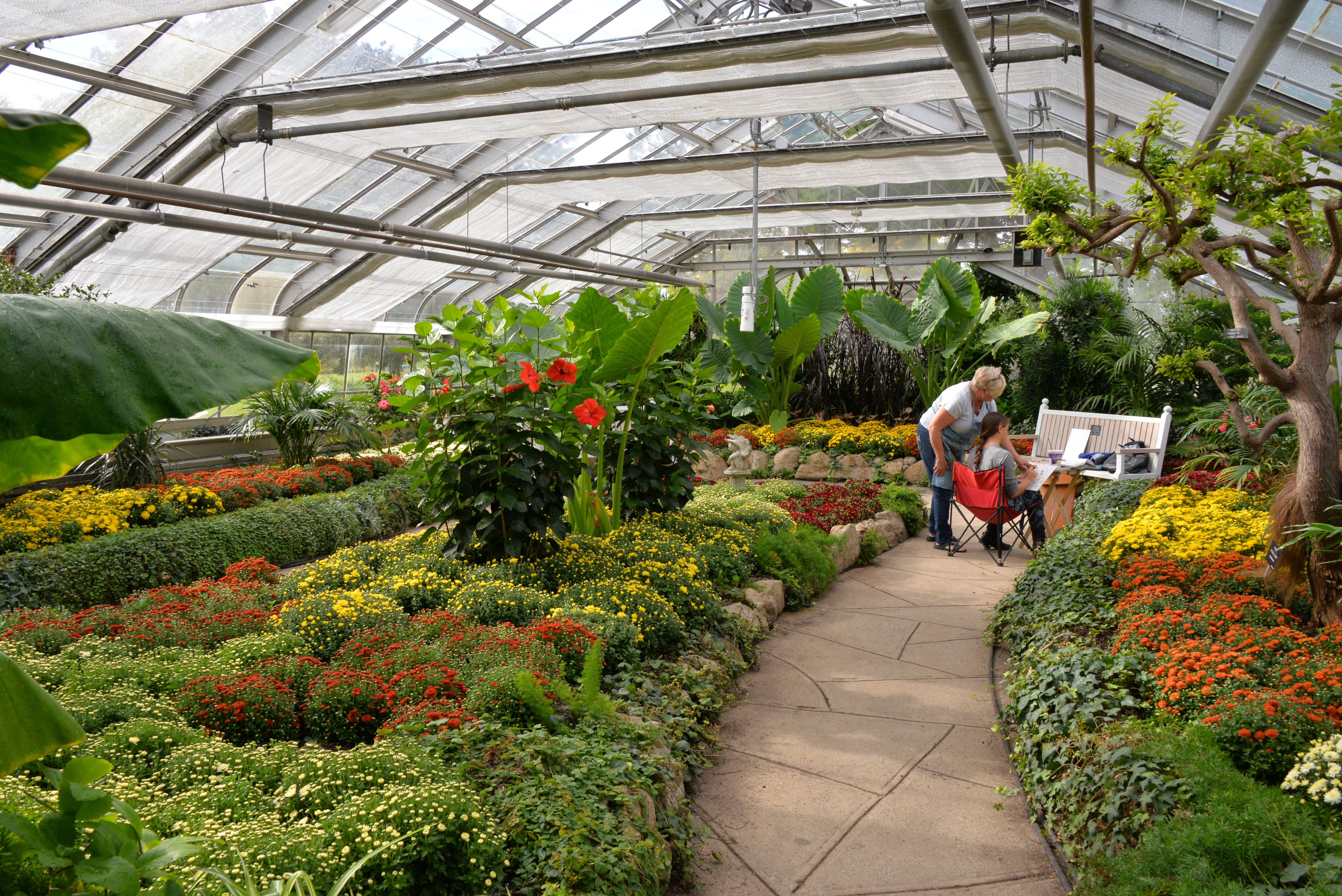
Урок малювання в теплиці
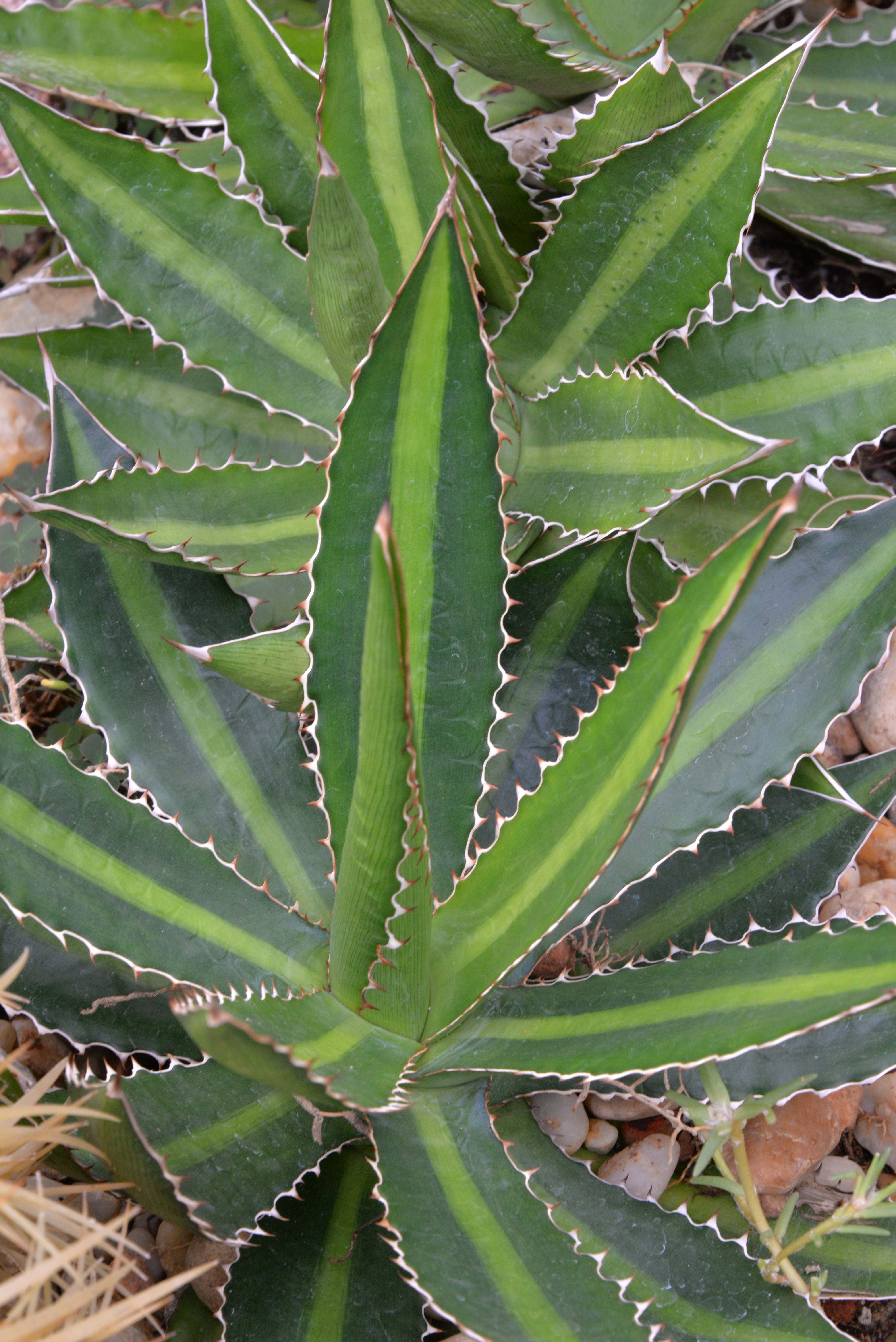
Аґава
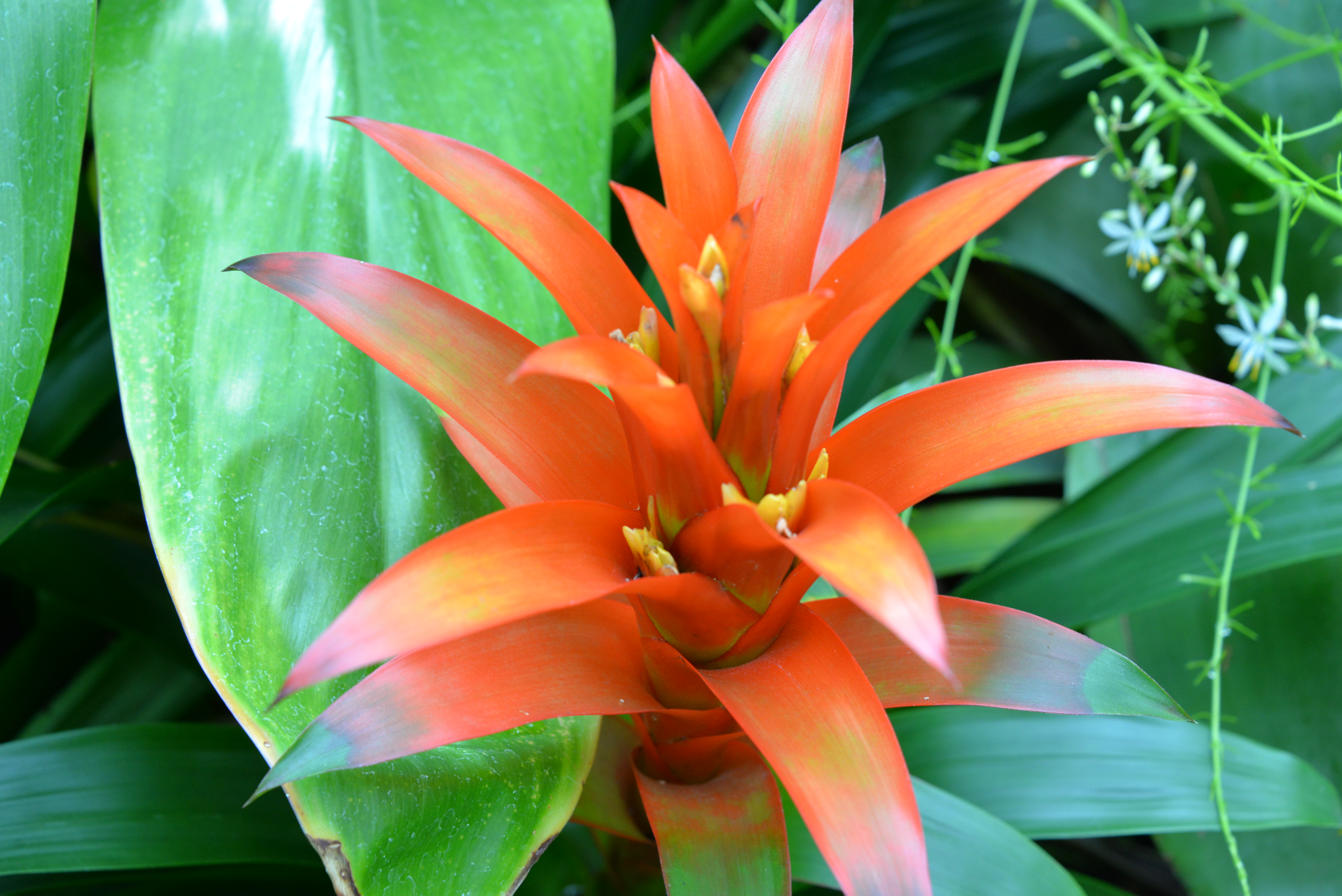
Бромелія
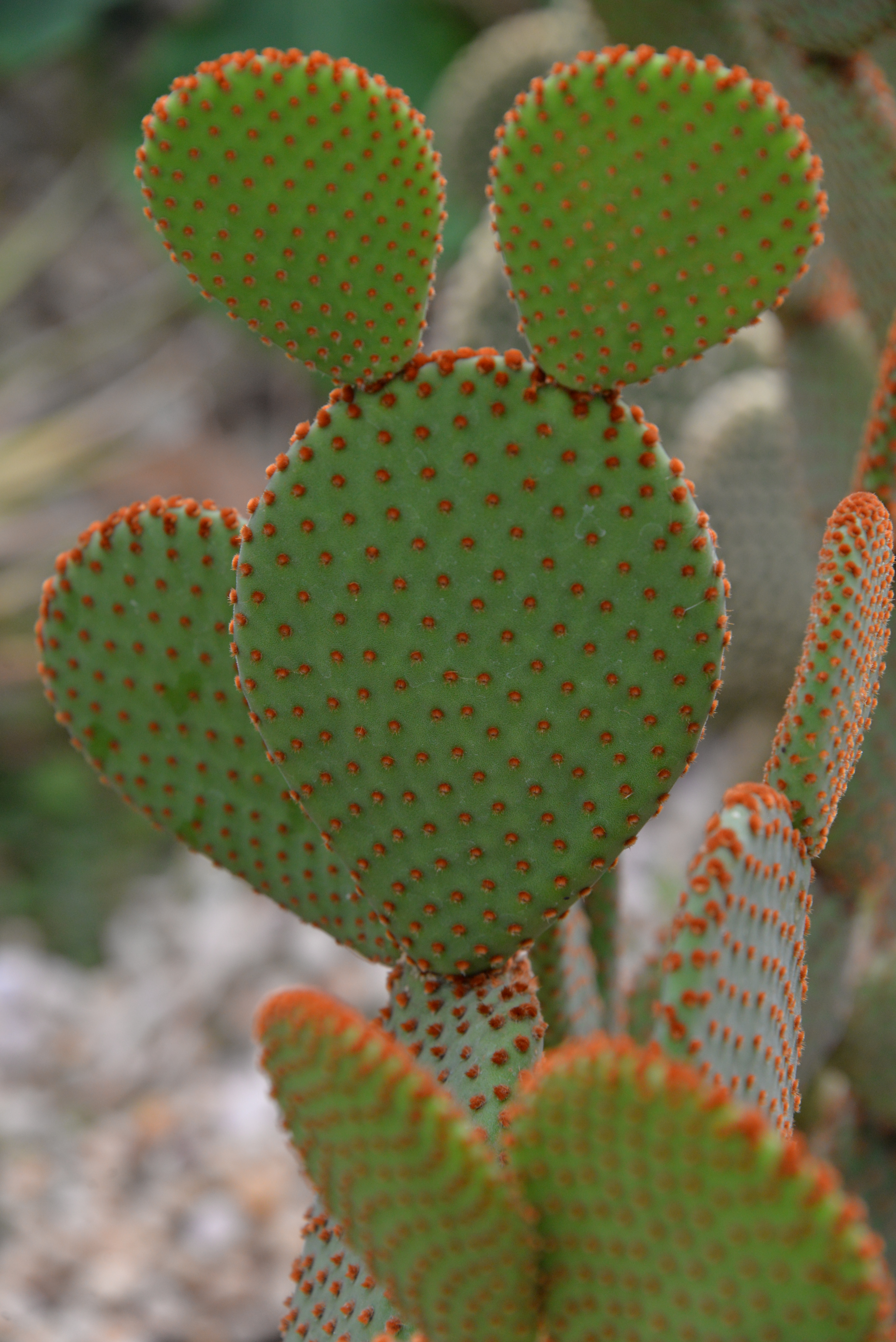
Опунція
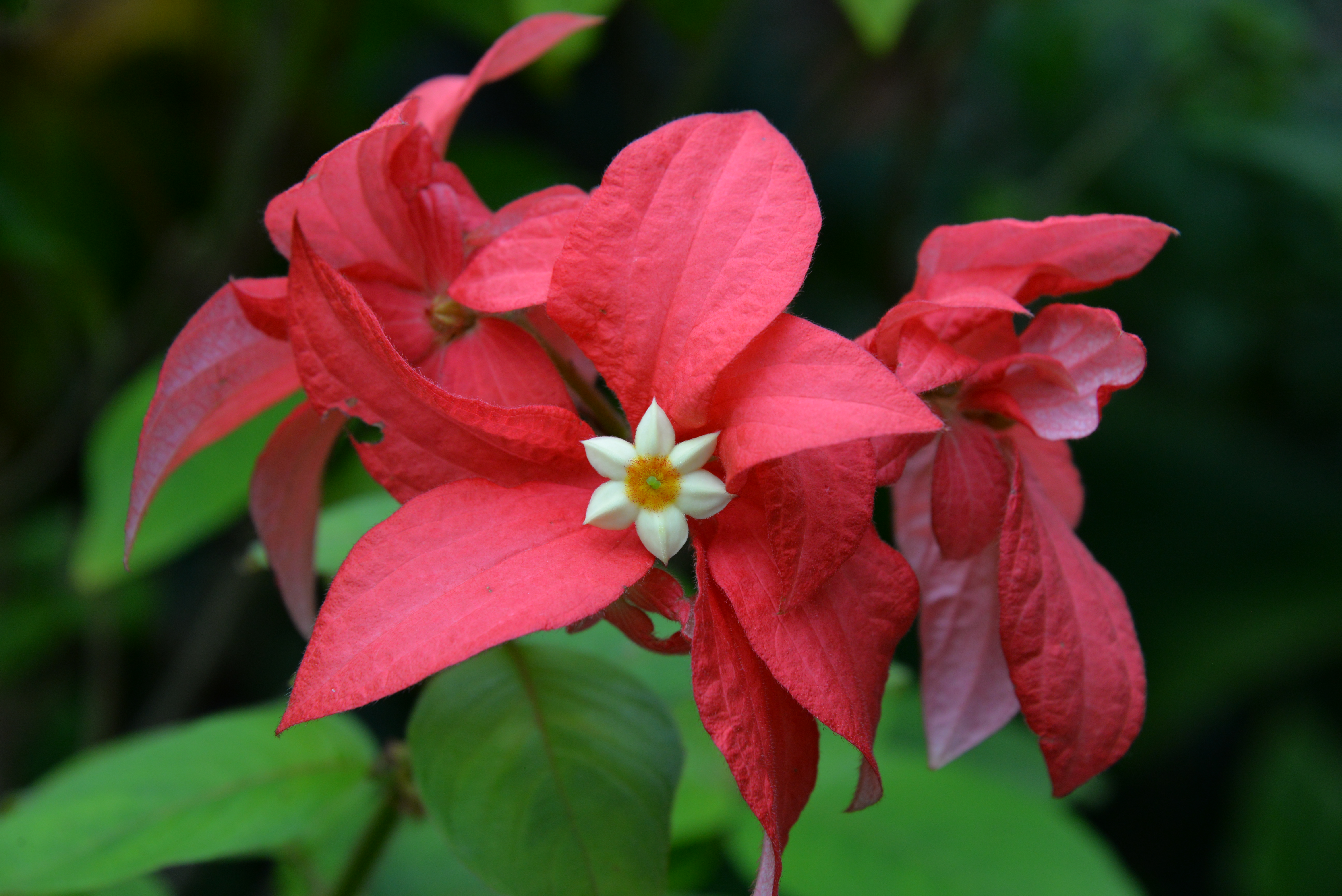
Молочай-різдвяник
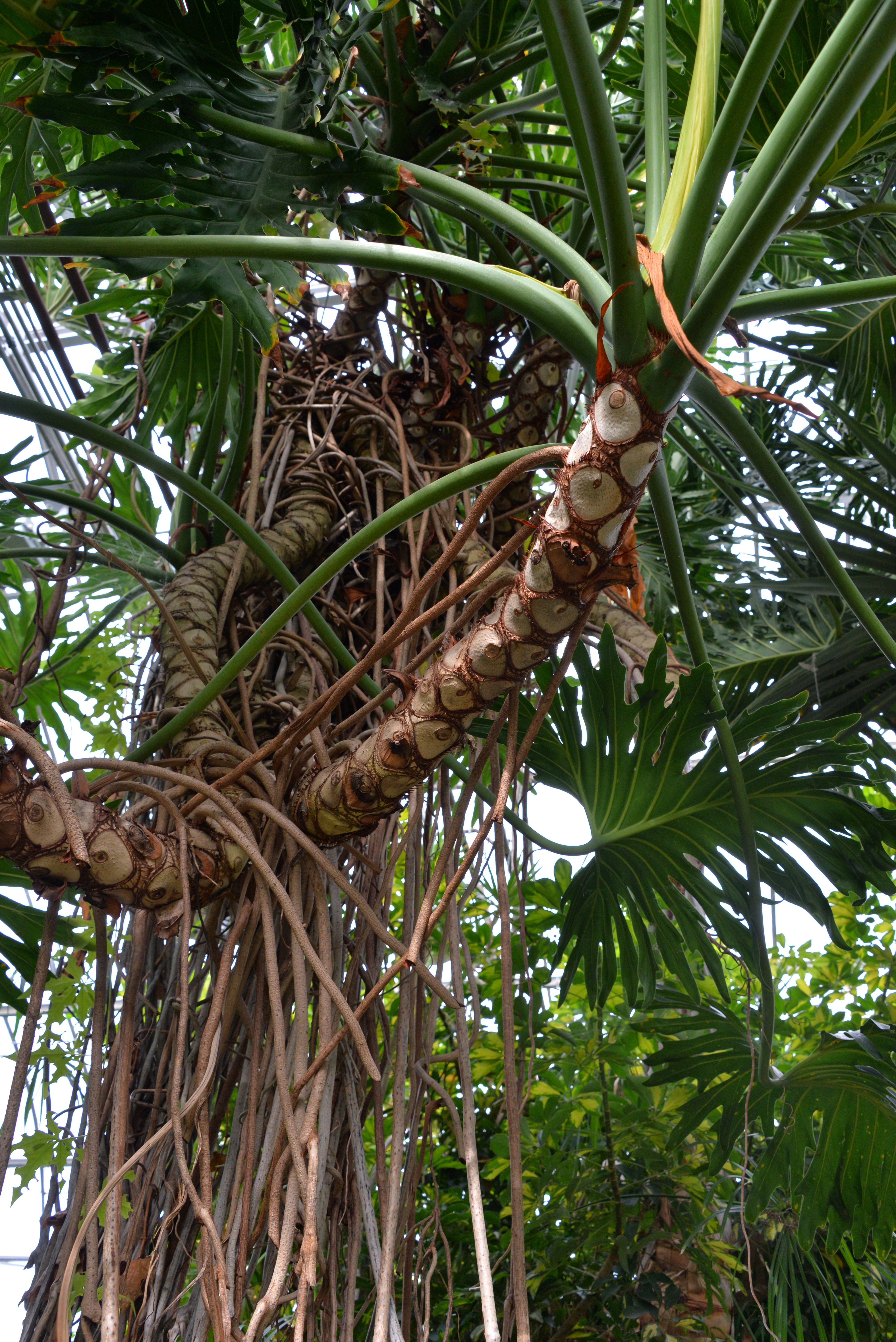
Тропічні дерева в оранжереї

## Зовнішні посилання
Вікісховище має мультимедійні дані за темою: Оранжерея Сентенніал-Парку
- Офіційний веб-сайт
- Торонто Плюс: Консерваторія Сентеніал Парк
- Наші фаворити: Консерваторія Сентеніал-Парк
- Фотоджек
- Дозволи на весільну фотозйомку в оранжереї